# História dos clubes e associações de São Carlos
A história dos clubes e associações de São Carlos começa no fim do século XIX com a chegada da ferrovia e dos imigrantes.
Os primeiros clubes esportivos surgiram ligados aos funcionários da ferrovia, como o Paulista EC.

## Clubes e associações

### Associações esportivas e recreativas

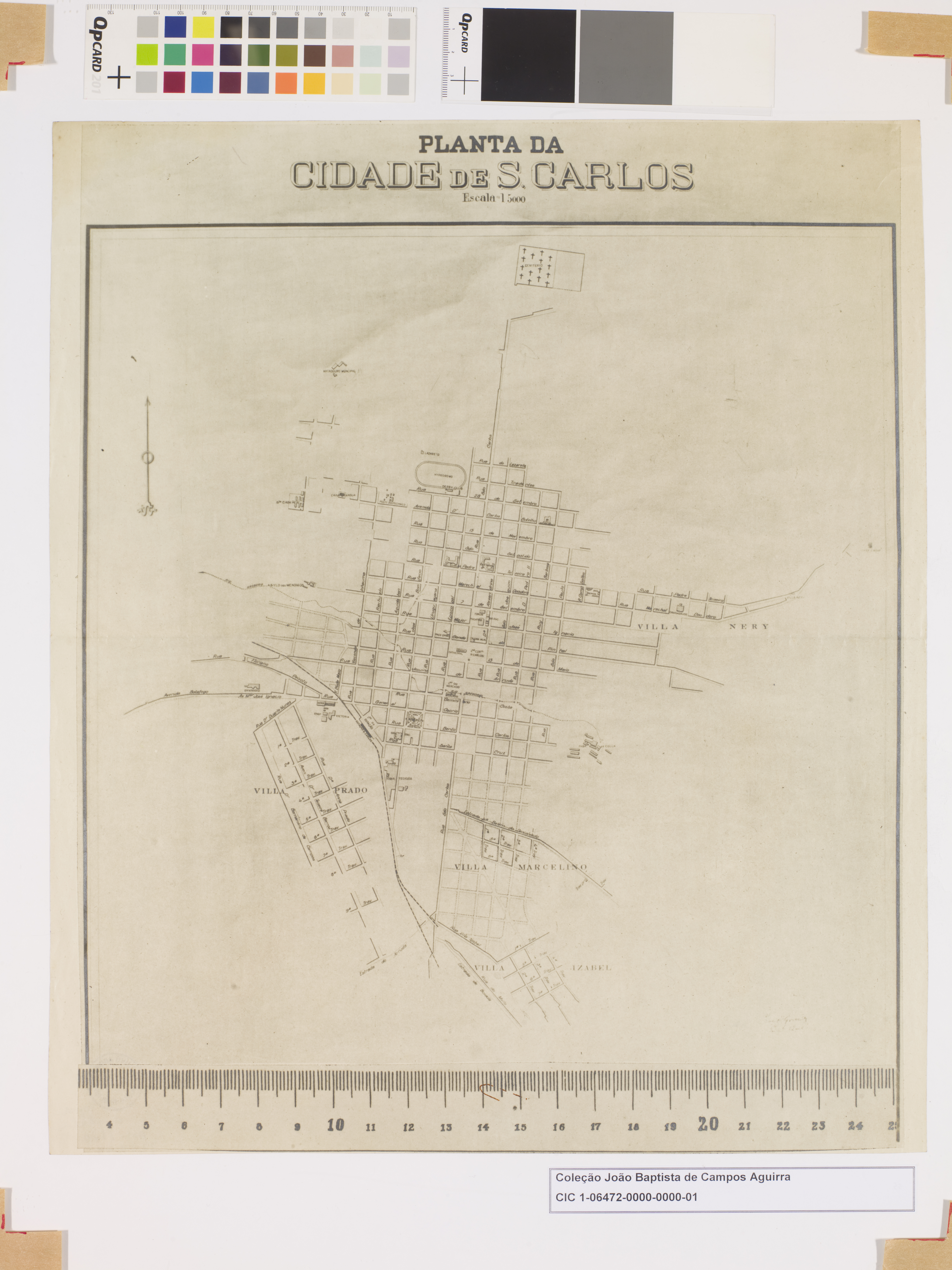
Mapa da cidade (início do século XX), onde é possível ver o hipódromo do Derby Club, no atual São Carlos Clube.

No final do século XIX, o primeiro esporte de relevo a surgir em São Carlos foi o turfe, com as corridas de cavalo. A cidade teve vários hipódromos ao longo do tempo:
- Rua da Raia (centro): esta rua, denominada oficialmente Rua da Raia em 1887, possuía uma raia de corridas, no local da atual Praça XV. Com a urbanizaço da área, teve-se de buscar outro hipódromo.
- Rua Eugênio Egas (Tijuco Preto): também foi chamada, popularmente, de "rua da raia". Localizada ao sul do cemitério, nela houve também um hipódromo.
- Jockey Club Sancarlense (região sul, Fazenda Felicíssima): o clube, estabelecido em 1894, construiu um hipódromo na região da Vila Izabel, na área do atual CDHU e do Pavilhão Exposhow.[3] Funcionou até a década de 1910, e contava com um posto telegráfico da CPEF nas imediações, que servia de acesso para os apreciadores.[4][5]
- Derby Club (centro): fundado em 1912, construiu uma raia na porção norte da rua Uruguaiana (atual Episcopal). Mais tarde, com a popularização do futebol, foi construído, dentro da raia, um estádio (Estádio Derby Sãocarlense), depois incorporado ao Paulista Esporte Clube. Nos anos 1950, com a ênfase nas atividades urbanas e o declínio do turfe, a parte oeste da raia deu lugar às instalações do São Carlos Clube, e a parte leste, a um campo de futebol (o Estádio do Paulista).
- Jockey Club (região norte): a área da atual Tecumseh, no bairro Jockey Club, loteado nos anos 1950, também possuía uma raia.[6]

Ainda no século XIX, foi introduzida a ginástica na cidade.
No início do século XX, foi a vez das:
- corridas de touro (na esquina das ruas Sete de Setembro e São Joaquim),[8][9]
- o ciclismo,[10]
- o balonismo,[11]
- o jogo de peteca (havia até clubes).[12]
- tiro ao alvo: vide o Parque de Diversões da Vila Nery, de 1906, ou Nery Parque; e a Sociedade de Caça e Pesca, dos anos 1930.[12] Mais tarde, seria criada a Sociedade Parque Clube, fusão da Sociedade de Amadores de Caça e Pesca Comandante Penna, e do Clube Agrícola Avícola Desportivo.[13]
- a patinação: primeiro esporte aberto à participação feminina, havia um rink, inicialmente, no local da atual sede social do São Carlos Clube e, nos anos 1940, no prédio da R. Major José Inácio, 2114;[14] houve também uma pista no Teatro São José.[15]
- e o futebol: houve vários campos improvisados, desde 1904, sendo que o primeiro estádio foi o Estádio do Paulista, inaugurado em 21 de novembro de 1921, e depois, o Estádio Ruy Barbosa, de 1931.[16] A porção leste do São Carlos Clube (Estádio do Paulista) foi incorporada ao clube em 21 de março de 1951.[17] O Estádio Ruy Barbosa também pertenceu ao São Carlos Clube, mas foi permutado com a prefeitura em abril de 1951, em troca da porção oeste de sua atual sede de campo.[18] Em 1957, o Estádio do Ruy passou por reformas, ganhando o aspecto presente.[19]

A seguir, uma lista das asssociações relacionadas:
- Jockey Club Sancarlense - 1894[1]
- Paulista Esporte Clube - 1º de setembro de 1903
- Sport Club Sãocarlense - 1904[20]
- Derby Club - 14 de janeiro de 1912 (sociedade com o objetivo de desenvolver e melhorar a raça cavalar por meio de corridas, concursos hípicos e exposição, além do antigo Estádio Derby Sãocarlense para futebol que começava a se expandir)
- Ideal Club - 1914
- Palestra Itália de São Carlos - 1919
- Ruy Barbosa - 1929
- Bandeirantes - 25 de janeiro de 1941
- São Carlos Clube - 9 de janeiro de 1944; fusão do São Carlos Tênis Clube (1920-44) e do Clube Comercial (1936-44)
- Estrela da Bela Vista EC - 1952
- Expresso São Carlos EC - 1953
- Paulistinha - 3 de agosto de 1958
- Madrugada EC - 1974
- Grêmio Sãocarlense - 1976
- São Carlos FC - 2004

### Associações maçônicas ou esotéricas
- Lojas antigas (1874-1899):[21][22]
  - Grande Oriente Paulista, da Confederação Maçônica do Brasil:[23]
    - Trabalho com Fraternidade (1986)[24]

  - Grande Oriente de São Paulo, do Grande Oriente do Brasil:
    - Harmonia de São Carlos (1988)[25]
    - Fraternidade Acadêmica Universitária (2000)[26]

  - Loja Rosacruz São Carlos (1975-presente)[27][28]
  - Gnosis São Carlos (anos 2000-presente)[29]

### Associações e entidades beneficentes/ONGs
- Santa Casa de Misericórdia de São Carlos - 1891

### Associações de cunho étnico-racial
- Real Sociedad Española Beneficente y Instructiva - 1896 (R. Jesuíno de Arruda, n. 152, imóvel demolido, abrigou também a Igreja Metodista, e os Vicentinos; atualmente é um pet shop, n. 1914)[30]
- Società Meridionale Uniti Vittorio Emanuele III  - 3 de agosto de 1900; extinta em 1942;[31] atual ICIB
- Grêmio Recreativo Familiar Flor de Maio - 4 de maio de 1928

### Associações de cunho profissional
- Ordem dos Advogados do Brasil (OAB-SC) - 23 de março de 1933
- Sindicato dos Operários Metalúrgicos - 1937[32]
- Sindicato dos Operários em Fiação e Tecelagem de São Carlos - 1937[32]
- Sindicato dos Operários na Indústria de Madeira e Similares - 1937[32]
- Sindicato dos Empregados em Tração, Luz e Força - 1937[32]
- Sindicato dos Operários em Fabricação de Cola e Adubos - 1937[32]

### Mais recentes
- Liga Sãocarlense de Futebol

## Empresas

### Empresas e serviços públicos
- Mercado Municipal de São Carlos - 1903 e 1964 (novo)

### Empresas privadas
- Sociedade Anônima Instituto Sãocarlense - 1912 (visava explorar uma casa de saúde voltada ao tratamento de moléstias médicas e cirúrgicas")[4]